# Christian Vogt (Fotograf)
Christian Vogt (geboren am 12. April 1946 in Basel) ist ein Schweizer Fotograf.

## Leben und Werk
Christian Vogt begann mit 18 Jahren eine Lehre als Fotograf und arbeite nach seinem Abschluss in den Jahren 1968/69 als Assistent in München und London. Ende 1969 richtete er sich ein erstes eigenes Atelier in der Basler Innenstadt ein. In den Jahren 1977/78 folgten Auslandsaufenthalte in New York City und Kanada, später dann Reisen nach Südostasien, China und Japan. In den 1980er- und 1990er-Jahren unterrichtete Vogt an verschiedenen Universitäten in Australien, Indonesien und den USA.
Er arbeitet seit den 1960er Jahren in verschiedenen fotografischen Genres, realisiert sowohl Aufträge, beispielsweise in Werbung und Journalistik, als auch freie Arbeiten, hier insbesondere strukturiert in Serien. Es folgten Veröffentlichungen in Magazinen und Fachzeitschriften, darunter Camera, du, Picture Magazine und PhotoShow; Time Life; Light Vision; Graphis. Er gestaltete auch mehrere Kalender, darunter den Ilford Calendar.

## Werk
Christian Vogt wandte sich früh vom in der Schweiz vorherrschenden Bildreportage-Stil ab. Vogts Fotografien sind inszeniert, surreal und expressiv. Bedeutend ist die Zusammenarbeit mit den Landschaftsarchitekten Dieter Kienast und Günther Vogt, die seine Architekturfotografie prägte.

## Ausstellungen (Auswahl)
Vogt zeigte Ausstellungen in der Schweiz, Deutschland und Frankreich, aber auch in den Vereinigten Staaten und Asien:
- 1976–1979: Das Schubladenmuseum. Le Musée en Tiroirs par Herbert Distel, Wanderausstellung, u. a. im Kunsthaus Zürich, Kunstmuseum Bern, Wadsworth Atheneum, Cooper Hewitt Museum, Kunsthalle Düsseldorf und Kunstmuseum Solothurn
- 1990: Wichtige Bilder. Fotografie in der Schweiz. Museum für Gestaltung Zürich, Zürich
- 1992: Sonderfall? Die Schweiz zwischen Réduit und Europa, Schweizerisches Nationalmuseum, Landesmuseum Zürich
- 2002: Im Sucher. Zeitgenössische Fotografie in Solothurner Sammlungen, Kunstmuseum Solothurn, Solothurn
- 2004/05Blickfänger. Fotografien in Basel aus zwei Jahrhunderten, Historisches Museum Basel
- 2006: Photographic Essays on Space. Works by Christian Vogt, Architekturmuseum Basel, Basel
- 2009/10: Christian Vogt – Today I've been you, Fotostiftung Schweiz, Winterthur
- 2011: The Detour of the Real. Seoul Photo Festival, Seoul Museum of Art, Seoul
- 2012/13: Bildbau. Schweizer Architektur im Fokus der Fotografie, Schweizerisches Architekturmuseum, Basel

## Auszeichnungen
- 1992 Kulturpreis der Stadt Basel[1]
- 1992 Clio Award (New York City)[1]

## Publikationen
- Christian Vogt. Verlag Photographie, Schaffhausen 1982, ISBN 978-3-7231-2300-3.
- Christian Vogt. Photographic Notes. Swiss Institute, New York 1989.
- Werner Jehle: Streift Licht über den Flügel. Light fingering the piano cover. Lumière sur le piano houssé. Christian Vogt. Neidhart + Schön, Zürich 1991.
- Dieter Kienast: Photographien von Christian Vogt. Photographs by Christian Vogt. Birkhäuser, Basel/Boston/Berlin 1997.
- Ulrike Jehle-Schulte Strathaus, Pia Schubiger, Günther Vogt: Christian Vogt. Photographic Essays on Space. Architekturmuseum Basel. Christoph Merian, Basel 2006.
- Christian Vogt: It has always been there, it has only grown stronger. Lars Müller Publishers, Zürich 2014.
- Martin Gasser: Christian Vogt. The longer I look. A conversation with Christian Vogt. Scheidegger & Spiess, Zürich 2017.